# Кеммлер, Уильям
Уи́льям Ке́ммлер (William Kemmler; 9 мая 1860, Филадельфия, Пенсильвания — 6 августа 1890, Auburn Correctional Facility, Нью-Йорк) — американский убийца, прославившийся тем, что стал первым  человеком,  которого казнили на электрическом стуле публично.

## Биография
Уильям Кеммлер родился в Филадельфии, штат Пенсильвания. Его родители эмигрировали из Германии. По вероисповедованию лютеранин. Стал сиротой ещё в детстве, его родители умерли от алкоголя.
Уильям Кеммлер был приговорён к смертной казни за убийство топором своей сожительницы Тилли Циглер, совершённое 29 марта 1889 года. Казнь была назначена в городе Оберн на 6:00 утра 6 августа 1890 года. Адвокаты Кеммлера подали апелляцию, аргументируя это тем, что это будет «жестокое и необычное наказание», запрещённое Конституцией. Сторонник переменного тока миллионер Джордж Вестингауз нанял для апелляции лучших адвокатов, но она всё равно была отклонена, отчасти из-за лобби Томаса Эдисона, пытавшегося созданием электрического стула доказать, что переменный ток гораздо опаснее постоянного, на который Эдисон делал ставку.
Первая попытка казнить Кеммлера не удалась: он остался жив после того, как через него в течение 17 секунд пропускался электрический ток (согласно некоторым источникам, наблюдавший за казнью врач слишком рано приказал выключить ток). Напряжение повысили до 2000 вольт, но требовалась повторная зарядка источника питания. Пока она производилась, жестоко обожжённый Кеммлер громко стонал. Вторая попытка продолжалась больше минуты, и очевидцы описывали её как «жуткую»: помещение наполнилось запахом горящей плоти, от головы Кеммлера шёл дым. Позже Вестингауз сказал: «Лучше бы они воспользовались топором». Присутствовавший на казни репортёр описал её как «отвратительное зрелище, гораздо страшнее, чем повешение».